# Pervomaiski (Tbilískaya, Krasnodar)
Pervomaiski (en ruso: Первомайский) es un posiólok del raión de Tbilískaya del krai de Krasnodar, en Rusia. Está situado en las tierras bajas de Kubán-Azov, 10 km al norte de Tbilískaya y 104 km al este de Krasnodar, la capital del krai. Tenía 287 habitantes en 2010.
Pertenece al municipio rural Tbilískoye.